# First Minister and deputy First Minister
Der First Minister and deputy First Minister (deutsch Erster Minister und stellvertretender Erster Minister, irisch an Céad-Aire agus an leas-Chéad-Aire) sind Positionen in der Exekutive Nordirlands. Sie stehen dem Büro des Ersten Ministers und stellvertretenden Ersten Ministers von Nordirland (englisch Office of the First Minister and deputy First Minister, OFMDFM) vor.

## Aufgabenbereiche
Der Erste Minister und sein Stellvertreter sind in der Amtsausführung gleichgestellt und treffen Entscheidungen zusammen. Sie sitzen den Versammlungen des Exekutivkomitees (englisch Executive Committee) vor und koordinieren die Aufgaben des Komitees, welches aus dem Ersten Minister, seinem Stellvertreter und den Ministern Nordirlands besteht.
Inhaltlich sind sie u. a. für folgende Themenbereiche zuständig:
- Wirtschaftspolitik
- Gleichstellung
- Menschenrechte
- Angelegenheiten der Europäischen Union

## Ernennung
Die Partei mit den meisten Sitzen in der Nordirland-Versammlung nominiert den First Minister. Die größte Partei, die nicht der gleichen Gruppe (d. h. „Unionisten“, „Nationalisten“ oder „Andere“) angehört, nominiert den deputy First Minister. Eine Wahl findet nicht mehr statt.
Sollte der First Minister oder der deputy First Minister sein Amt aufgeben, muss innerhalb von sieben Tagen ein Nachfolger bestimmt werden und das Amt mit dem Amtseid, den sogenannten Pledge of Office, antreten, ansonsten muss der britische Minister für Nordirland das Datum für eine Neuwahl festlegen.
Allerdings ist es möglich, das Amt für einen Zeitraum bis zu sechs Wochen ruhen zu lassen. Dies geschah etwa am 11. Januar 2010, als der Erste Minister Peter Robinson vorübergehend die Amtsgeschäfte niederlegte. Bis zum 3. Februar 2010 vertrat ihn Arlene Foster im Amt. Vom 10. September bis 20. Oktober 2015 wurde er erneut von Arlene Foster vertreten. Peter Robinson hat zum 11. Januar 2016 seinen endgültigen Rückzug aus der Politik angekündigt, danach folgte ihm Arlene Foster als Erste Ministerin. Der stellvertretende Erste Minister Martin McGuinness legte am 19. September 2011 vorübergehend sein Amt nieder, weil er in der Republik Irland Ende Oktober 2011 zur Präsidentschaftswahl antrat. Er wurde bis zum 31. Oktober 2011 von John O’Dowd vertreten, der ebenfalls Mitglied der Nordirland-Versammlung ist. Am 9. Januar 2017 trat McGuinness aus gesundheitlichen Gründen von diesem Amt zurück.
Die derzeitige Regelung gilt, seitdem das St Andrews Agreement im Oktober 2006 zwischen den Regierungen des Vereinigten Königreichs, der Republik Irland und den Parteien Nordirlands vereinbart wurde. Bis 2006 wurden der Erster Minister und der stellvertretende Erster Minister gemeinsam gewählt, wobei je einer aus den Gruppen der Nationalisten und Unionisten stammen musste. Dadurch wurde sichergestellt, dass nicht nur die Mehrheit der Versammlung, sondern auch eine Mehrheit innerhalb der Gruppen der Nationalisten und Unionisten vorlag.

## Liste der Amtsinhaber

### Erster Minister
| Person                           | Bild                             | Partei                           | Partei                           | Beginn der Amtszeit | Ende der Amtszeit                                              | Kabinett                         |
| -------------------------------- | -------------------------------- | -------------------------------- | -------------------------------- | ------------------- | -------------------------------------------------------------- | -------------------------------- |
| David Trimble                    |                                  |                                  | Ulster Unionist Party            | 1. Juni 1998        | 1. Juli 2001                                                   | Kabinett Trimble-Mallon          |
| Reg Empey (kommissarisch)        |                                  | Ulster Unionist Party            | 1. Juli 2001                     | 5. November 2001    |                                                                | Kabinett Trimble-Mallon          |
| David Trimble                    |                                  | Ulster Unionist Party            | 6. November 2001                 | 14. Oktober 2002    | Kabinett Trimble-Durkan                                        |                                  |
| Nordirland-Versammlung aufgelöst | Nordirland-Versammlung aufgelöst | Nordirland-Versammlung aufgelöst | Nordirland-Versammlung aufgelöst | 15. Oktober 2002    | 7. Mai 2007                                                    | keine                            |
| Ian Paisley                      |                                  |                                  | Democratic Unionist Party        | 8. Mai 2007         | 30. Mai 2008                                                   | Kabinett Paisley-McGuinness      |
| Peter Robinson                   |                                  | Democratic Unionist Party        | 5. Juni 2008                     | 11. Januar 2010     | Kabinett Robinson-McGuinness I                                 |                                  |
| Arlene Foster (kommissarisch)    |                                  | Democratic Unionist Party        | 11. Januar 2010                  | 3. Februar 2010     | Kabinett Robinson-McGuinness I                                 |                                  |
| Peter Robinson                   |                                  | Democratic Unionist Party        | 3. Februar 2010                  | 10. September 2015  | Kabinett Robinson-McGuinness I Kabinett Robinson-McGuinness II |                                  |
| Arlene Foster (kommissarisch)    |                                  | Democratic Unionist Party        | 10. September 2015               | 20. Oktober 2015    | Kabinett Robinson-McGuinness II                                |                                  |
| Peter Robinson                   |                                  | Democratic Unionist Party        | 20. Oktober 2015                 | 11. Januar 2016     | Kabinett Robinson-McGuinness II                                |                                  |
| Arlene Foster                    |                                  | Democratic Unionist Party        | 11. Januar 2016                  | 9. Januar 2017      | Kabinett Foster-McGuinness                                     |                                  |
| Vakant                           | Vakant                           | Vakant                           | Vakant                           | 9. Januar 2017      | 11. Januar 2020                                                | keine                            |
| Arlene Foster                    |                                  |                                  | Democratic Unionist Party        | 11. Januar 2020     | 14. Juni 2021                                                  | Kabinett Foster-O’Neill          |
| Paul Givan                       |                                  | Democratic Unionist Party        | 17. Juni 2021                    | 3. Februar 2022     | Kabinett Givan-O’Neill                                         |                                  |
| Vakant                           | Vakant                           | Vakant                           | Vakant                           | 3. Februar 2022     | 3. Februar 2024                                                | keine                            |
| Michelle O’Neill                 |                                  |                                  | Sinn Féin                        | 3. Februar 2024     | amtierend                                                      | Kabinett O’Neill-Little-Pengelly |

Am 15. Oktober 2002 wurde die Nordirland-Versammlung durch die britische Regierung aufgelöst. In dieser Zeit wurde das Amt des Ersten Ministers und des stellvertretenden ersten Ministers durch den Nordirland-Minister wahrgenommen. Am 8. Mai 2007 trat die Versammlung wieder zusammen.

### Stellvertretender Erster Minister
| Person                           | Bild                             | Partei                             | Partei                             | Beginn der Amtszeit | Ende der Amtszeit                                            | Kabinett                                                                                   |
| -------------------------------- | -------------------------------- | ---------------------------------- | ---------------------------------- | ------------------- | ------------------------------------------------------------ | ------------------------------------------------------------------------------------------ |
| Seamus Mallon                    |                                  |                                    | Social Democratic and Labour Party | 1. Juni 1998        | 6. November 2001                                             | Kabinett Trimble-Mallon                                                                    |
| Mark Durkan                      |                                  | Social Democratic and Labour Party | 6. November 2001                   | 14. Oktober 2002    | Kabinett Trimble-Durkan                                      |                                                                                            |
| Nordirland-Versammlung aufgelöst | Nordirland-Versammlung aufgelöst | Nordirland-Versammlung aufgelöst   | Nordirland-Versammlung aufgelöst   | 15. Oktober 2002    | 7. Mai 2007                                                  | keine                                                                                      |
| Martin McGuinness                |                                  |                                    | Sinn Féin                          | 8. Mai 2007         | 19. September 2011                                           | Kabinett Paisley-McGuinness Kabinett Robinson-McGuinness I Kabinett Robinson-McGuinness II |
| John O’Dowd (kommissarisch)      |                                  | Sinn Féin                          | 20. September 2011                 | 31. Oktober 2011    | Kabinett Robinson-McGuinness II                              |                                                                                            |
| Martin McGuinness                |                                  | Sinn Féin                          | 31. Oktober 2011                   | 9. Januar 2017      | Kabinett Robinson-McGuinness II Kabinett Foster-McGuinness I |                                                                                            |
| Vakant                           | Vakant                           | Vakant                             | Vakant                             | 9. Januar 2017      | 11. Januar 2020                                              | keine                                                                                      |
| Michelle O’Neill                 |                                  |                                    | Sinn Féin                          | 11. Januar 2020     | 14. Juni 2021                                                | Kabinett Foster-O’Neill                                                                    |
| Michelle O’Neill                 |                                  | Sinn Féin                          | 17. Juni 2021                      | 3. Februar 2022     | Kabinett Givan-O’Neill                                       |                                                                                            |
| Vakant                           | Vakant                           | Vakant                             | Vakant                             | 3. Februar 2022     | 3. Februar 2024                                              | keine                                                                                      |
| Emma Little-Pengelly             |                                  |                                    | DUP                                | 3. Februar 2024     | amtierend                                                    | Kabinett O’Neill-Little-Pengelly                                                           |